# Eudorylas acroacanthus
Eudorylas acroacanthus är en tvåvingeart som först beskrevs av Elmo Hardy 1968. Eudorylas acroacanthus ingår i släktet Eudorylas och familjen ögonflugor. Inga underarter finns listade i Catalogue of Life. Artens utbredningsområde är Bismarckarkipelagen.